# Meredith Kopit Levien

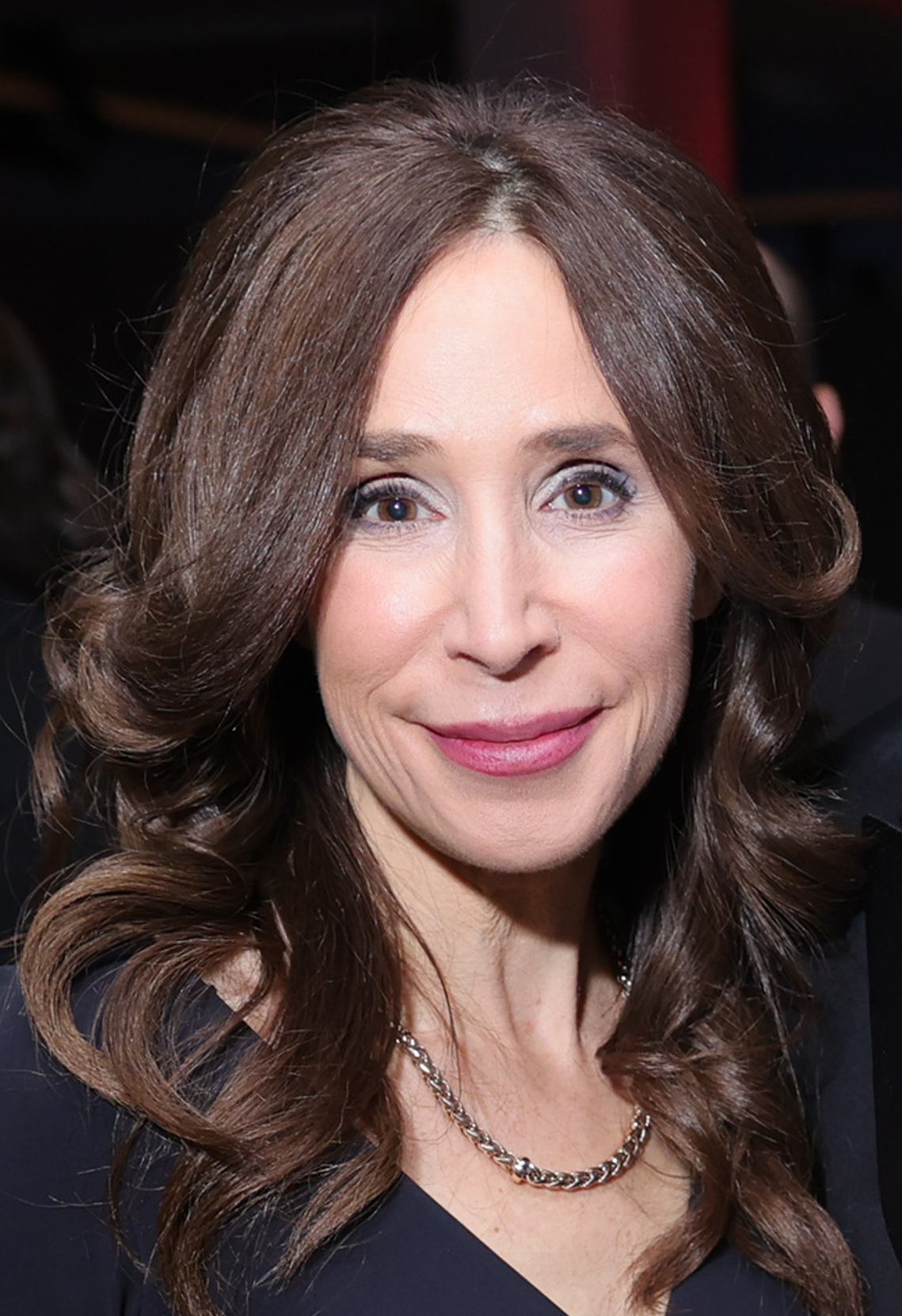
Meredith Kopit Levien

Meredith Kopit Levien (geboren am 28. Februar 1971) ist eine US-amerikanische Medienmanagerin und seit 2020 Geschäftsführende Direktorin (chief executive officer) der New York Times.

## Ausbildung
Meredith Kopit Levien wuchs in Richmond (Virginia) auf. Sie studierte Rhetorik an der Universität Virginia und erwarb dort 1993 einen Bachelor-Abschluss.

## Beruflicher Werdegang
Nach dem Studium arbeitete Kopit Levien bei verschiedenen Firmen im Bereich der Online-Werbung. Seit 2008 war sie bei Forbes Media tätig, wo sie zunächst das Magazin Forbes Life leitete, bevor sie 2010 zur Gruppenverlegerin und 2012 zur Finanzdirektorin (Chief Revenue Officer) aufstieg. Bei Forbes führte Kopit Levien die umstrittene, wirtschaftlich erfolgreiche Werbestrategie des Native Advertising („BrandVoice“, „AdVoice“) ein, bei der Firmen ihre Werbung im unmittelbaren Kontext redaktioneller Texte platzieren können.
2013 übernahm Kopit Levien die Leitung der Werbeabteilung der New York Times Company. Hier trieb sie die Digitalisierung voran und führte ebenfalls ein Native Advertising-System („Paid Posts“) ein. 2015 wurde Kopit Levien Finanzdirektorin der New York Times, mit einer Zuständigkeit für sämtliche Werbe- und Subskriptionseinnahmen. 2017 erhielt sie einen erweiterten Zuständigkeitsbereich und wurde leitende Geschäftsführerin (chief operating officer). Am 8. September 2020 wurde Kopit Levien als Nachfolgerin ihres Mentors Mark Thompson Geschäftsführende Direktorin der New York Times Company und Mitglied des Verwaltungsrats.
2016 war Kopit Levien Henry Crown Fellow am Aspen Institute; 2017 wurde sie von der Nachrichtenwebseite Business Insider als eine der „50 innovativsten Marketingchefs der Welt“ bezeichnet.
In einem Interview von Juli 2020 sagte Kopit Levien, „dass Vielfalt, Gleichberechtigung und Inklusion für [sie] als CEO oberste Priorität haben“ würden. Die Seite TransgenderMap schreibt, die Muttergesellschaft der New York Times habe unter Kopit Leviens Aufsicht ihre transsexuellenfeindlichen Einstellungspraktiken fortgesetzt und bis 2023 sei keine transsexuelle Person als Reporter eingestellt worden.